# محمد بنشریفه
محمد بنشریفه (عربی: محمد ينشريفا؛ زادهٔ ۲۸ آوریل ۱۹۷۵) بازیکن فوتبال اهل مراکش بود.
از باشگاه‌هایی که در آن بازی کرده‌است می‌توان به باشگاه فوتبال الوداد کازابلانکا، باشگاه ورزشی الخور، باشگاه فوتبال الوحده امارات، باشگاه فوتبال مغرب تطوان، و باشگاه فوتبال الفتح اشاره کرد.
وی همچنین در تیم ملی فوتبال مراکش بازی کرده‌است.